# Subregion

Geografické regiony a subregiony dle OSN

Subregion je jednotka odvozená od regionu či kontinentu, kteréžto dělí na menší oblasti. K pojmenovávání subregionů se většinou používají názvy světových stran jako kupříkladu jižní nebo jihovýchodní.
V roce 1999 OSN vyvinula makro-geografický systém regionů, subregionů a dalších ekonomický skupin pro účely monitorování vývoje dosahování rozvojových cílů.